# Wapen van Rozendaal
Het wapen van Rozendaal toont een gouden (heraldische) roos op een blauw veld van de gemeente Rozendaal. De omschrijving luidt:
"In blauw een roos van goud."

## Geschiedenis
De roos stamt waarschijnlijk af van de rozen die tussen 1190 en 1236 op het oude wapen van Gelderland voorkwamen. De hertogen van Gelre woonden in oude tijden op het Kasteel Rosendael. De ambachtsheerlijkheid werd op 7 oktober 1818 bevestigd met het wapen, toen nog in andere kleuren: Een rode roos op een gouden veld. In 1935 verzoekt de gemeenteraad aan de koningin het wapen ook voor de gemeente te mogen voeren. De Hoge Raad van Adel maakte bezwaar om in dat geval dezelfde kleuren te gebruiken. Zij stellen voor de kleuren te wijzigen in de Gelderse gouden en blauwe kleuren omdat de hertogen hun residentie op het kasteel Rosendael hadden. Volgens Koninklijk Besluit op 5 oktober 1935 werd het wapen aan Rozendaal verleend, met de Gelderse kleuren.